# Protorthemis intermedia
Protorthemis intermedia is een libellensoort uit de familie van de korenbouten (Libellulidae), onderorde echte libellen (Anisoptera).
De wetenschappelijke naam Protorthemis intermedia is voor het eerst geldig gepubliceerd in 1936 door Fraser.